# Augusta Götze
Augusta Götze (Weimar, Alemanya, 1840 - Leipzig, 1908) fou una cantant i professora de cant alemanya.
Rebé la primera instrucció musical de mans del seu pare, Franz Götze, tenor del Teatre Reial de Weimar, però va perdre la veu sobtadament quan estava disposada a començar la seva carrera teatral, pel qual es dedicà a la representació, treballant des de 1861 fins a 1863, amb èxit, a Weimar, Würzburg i Viena. Recobrada la veu, es dedicà exclusivament al concert i recollí grans triomfs als Països Baixos i Anglaterra, sobretot en les obres de Schumann.
El 1870 aconseguí una plaça de professora de cant en el Conservatori de Dresden, on tingué per alumna Fanny Moran-Olden, però el 1875 fundà una escola de cant pròpia, que el 1889 traslladà a Leipzig, on des de 1891 fins a 1895 ensenyà cant tenint entre altres alumnes el baríton Carl Mayer.
Amb el pseudònim d'A. Weimar va compondre per al teatre, primer, Susanna Mountfort (1871, drama estrenat a Dresden) i després Vittori Accoramboni (1878, a Weimar) i Gräfin Osman (1884, Dresden).